# Bohemian FC
Bohemian Football Club är en fotbollsklubb, grundad 1890 i Dublin och har vunnit den irländska ligan flera gånger. Lagets hemmamatcher spelas på Dalymount Park i staden. laget skall ej förväxlas med Bohemians Prag som spelar i den Tjeckiska fotbollsligan.

## Titlar
- League of Ireland: 11 gånger[1]
  - 1924, 1928, 1930, 1934, 1936, 1975, 1978, 2001, 2003, 2008, 2009.
- FAI Cup: 7 gånger[2]
  - 1928, 1935, 1970, 1976, 1992, 2001, 2008.
- IFA Cup: 1 gång
  - 1908
- Ligacupen: 3 gånger
  - 1975, 1979, 2009.
- League of Ireland Shield: 6 gånger
  - 1924, 1928, 1929, 1934, 1939, 1940.
- Dublin City Cup: 1 gång
  - 1936.
- Inter-city cup: 1 gång
  - 1945
- Top Four Cup: 1 gång
  - 1972.
- Leinster Senior Cup: 31 gånger
  - 1984 - 1998
- President Cup: 13 gånger
  - 1966 - 2002.

## Placering tidigare säsonger
| Säsong | Nivå | Liga             | Placering | Webbplats | Kommentar       |
| ------ | ---- | ---------------- | --------- | --------- | --------------- |
| 2006   | 1    | Premier Division | 9         | [ 3 ]     |                 |
| 2007   | 1    | Premier Division | 3         | [ 4 ]     |                 |
| 2008   | 1    | Premier Division | 1         | [ 5 ]     | Cupmästare 2008 |
| 2009   | 1    | Premier Division | 1         | [ 7 ]     |                 |
| 2010   | 1    | Premier Division | 2         | [ 8 ]     |                 |
| 2011   | 1    | Premier Division | 5         | [ 9 ]     |                 |
| 2012   | 1    | Premier Division | 7         | [ 10 ]    |                 |
| 2013   | 1    | Premier Division | 10        | [ 11 ]    |                 |
| 2014   | 1    | Premier Division | 7         | [ 12 ]    |                 |
| 2015   | 1    | Premier Division | 5         | [ 13 ]    |                 |
| 2016   | 1    | Premier Division | 8         | [ 14 ]    |                 |
| 2017   | 1    | Premier Division | 5         | [ 15 ]    |                 |
| 2018   | 1    | Premier Division | 6         | [ 16 ]    |                 |
| 2019   | 1    | Premier Division | 3         | [ 17 ]    |                 |
| 2020   | 1    | Premier Division | 2 *       | [ 18 ]    | Pandemin        |
| 2021   | 1    | Premier Division | 5         | [ 19 ]    |                 |
| 2022   | 1    | Premier Division | 6         | [ 20 ]    |                 |
| 2023   | 1    | Premier Division | 6         | [ 21 ]    |                 |
| 2024   | 1    | Premier Division | 8         | [ 22 ]    |                 |